# Stade de Duhok
Le Stade de Duhok (en arabe : ملعب دهوك, et en kurde : یاریگای دھۆک) est un stade omnisports de 30 000 places situé à Duhok, dans le Kurdistan irakien, en Irak. Il est principalement utilisé pour les matchs de football et accueille les rencontres à domicile du club local Dohuk SC en Championnat d'Irak de football,.

## Rénovation
Initialement conçu en 1986 pour accueillir environ 10 000 spectateurs, le stade a été rénové et agrandi en 1998 pour atteindre une capacité maximale de 30 000 places. Durant la période de rénovation, il a également été convenu de construire une salle omnisports avec tribunes adjacente au stade et destinée à accueillir les matchs de basket-ball du club local.